# Las cartas secretas de mi madre
Las cartas secretas de mi madre (en alemán Die Briefe meiner Mutter) es un drama alemán para la televisión de 2014 del director Peter Gersina. Christine Neubauer es la protagonista y encarna a la periodista y madre soltera Katharina Hellmer, que vive en Berlín junto con su hija Laura (Nilam Farooq). 

## Trama
Katharina Hellmer es una periodista que, junto con su hija Laura, lleva una vida feliz en Berlín. Laura no conoce a su padre, un fotógrafo de guerra español, que perdió la vida en una misión en una zona de crisis. 
Sin embargo, en su cumpleaños número 18, Laura encuentra cartas de su madre cuyo contenido indica que todo era muy diferente: en verdad, el padre de Laura era chileno y de ninguna manera está muerto. Enfurecida, Laura decide tomar el próximo vuelo a Sudamérica y buscar a su padre. 
Una vez allí, conoce al estudiante Luis y le pide ayuda para encontrar a su padre. Juntos, descubren que su madre ha investigado previamente eventos políticamente cuestionables de la dictadura de Pinochet.

## Estreno y audiencia
Las cartas secretas de mi madre fue estrenada el 26 de abril de 2014 emitiéndose en ARD por primera vez. Con una cuota de 14.8% la película alcanzó una audiencia de 4.16 millones de espectadores.

## Crítica
Los críticos de TV Spielfilm dijeron: 

"Eine holprige Geschichte über die Nachbeben der Pinochet-Diktatur, in der natürlich alle Chilenen perfekt deutsch sprechen. Aber immerhin recht gut fotografiert."
Una historia llena de baches sobre las réplicas de la dictadura de Pinochet, en la que, por supuesto, todos los chilenos hablan alemán perfecto. Pero al menos muy bien fotografiado.

La conclusión de la revista del programa es: "Bittere Zeitgeschichte, süßlich verpackt" (Historia contemporánea amarga, dulcemente empaquetada).
Gïti Hatef-Rossa cree que la película "schöne Bilder und genregemäße Emotionen [bietet]" (ofrecen bellas imágenes y emociones de género). Sin embargo, el periodista y autor, que juzga a Tittelbach como autor invitado de producciones cinematográficas, critica que la producción se ubica bajo las posibilidades de los artistas y que el guion diverge en su argumento. Además, critica que el compositor Maurus Ronner abruma parcialmente la trama con su música de sonido dramático, por lo que uno podría pensar que está viendo un thriller en lugar de un drama.